# 済用監
済用監（チェヨンガム）は、李氏朝鮮における官府。進上物や下賜品に関する官府。

## 概要
明や清に進上する織物や朝鮮人参、下賜する衣服、絹物、布貨、染色、織物などに関する任務を担当した。